# Бетюн, Филипп де
Филипп де Бетюн (фр. Philippe de Béthune; ок. 1565 — 1649, Сель-сюр-Шер) — французский государственный деятель и дипломат.

## Биография
Младший сын Франсуа де Бетюна, барона де Рони, и Шарлотты Дове, брат герцога Сюлли, основатель линии графов де Сель и маркизов де Шабри дома де Бетюн.
Барон, затем граф де Сель в Берри (жалованная грамота от января 1621), де Шаро и де Мор, маркиз де Шабри, сеньор де Фонморо, де Буассимон, де Пелюи, Гран- и Пти-Буа-Буассо.
Член Государственного и Тайного советов, бальи Манта и Мёлана.
Первоначально был известен, как сеньор де Бетюн.
В возрасте девяти лет был эмансипирован своим отцом актом от 24 июля 1574.
Дворянин Палаты Генриха III (1585), после смерти которого перешел на сторону Генриха IV, которому служил в его войнах, вплоть до подписания Вервенского мира, после чего командовал гарнизоном Манта и ротой из ста шеволежеров. В 1597 году получил должности бальи Манта и Мёлана, вакантные после смерти его брата, барона де Рони, губернатора Манта.
В 1599 году был направлен в Шотландию в качестве чрезвычайного посла, для возобновления с королем Яковом VI традиционного союзного договора, а в 1601 году в Рим к папе Клименту VIII, как ординарный посол. Провел там около четырех лет, принял участие в выборах Льва XI и Павла V, и существенно увеличил французское влияние в Риме. По возвращении был назначен членом Совета финансов (3.09.1605), а также стал генеральным наместником короля в Бретани и губернатором Ренна. Вскоре отказался от этих двух должностей в пользу графа де Вертю, барона д'Авогура.
Был выбран воспитателем юного герцога Орлеанского, первым дворянином его Палаты и лейтенантом роты из двухсот тяжеловооруженных всадников.
Вернулся в Рим в 1616 году в качестве посла к герцогам Савойскому и Мантуанскому; король использовал его как посредника при заключении между этими принцами договора в Павии в 1619 году.
В том же году был послан Людовиком XIII вместе с кардиналом Ларошфуко к королеве-матери в Ангулем, дабы уговорить ее вернуться ко двору. Оставался при ней до ее примирения с сыном. В том же году был пожалован в рыцари орденов короля.
В 1620 году вместе с герцогом Ангулемским был послан к императору Фердинанду II и германским князьям, был посредником при заключении Ульмского трактата. В 1624 году был направлен к папе Урбану VIII. Уладил Вальтеллинский вопрос, подписав 11 ноября от имени короля договор с послом Испании графом де Оньяте.
В 1629 году заключил союзный договор с папой и Венецианской республикой, чтобы помешать взятию Казале и помочь Мантуанскому дому в войне за наследство.
Основал в Селле конгрегацию фейянов и обитель урсулинок, превратившуюся позднее в монастырь в Блуа. Даровал вольности различным церквям.
Собрал значительную коллекцию книг, манускриптов, картин, статуй и прочих произведений искусства. Две картины из его собрания атрибутируются, как полотна Караваджо, которому Бетюн в период своего первого пребывания в Риме помог освободиться из заключения.
Умер в своем замке в Сале в возрасте 84 лет.

## Семья
1-я жена (контракт 13.02.1600): Катрин Ле-Бутейе де Санлис, дочь Филиппа Ле-Бутейе де Санлиса, сеньора де Муси-ле-Вьей и де Винёй, и Мари Брисонне
Дети:
- Филипп (р. 1601, ум. ребенком)
- Мари (03.1602, Рим — 02.1628). Восприемниками при крещении были кардинал Пьетро Альдобрандини, племянник папы Климента VIII, и великая герцогиня Тосканская. Муж (1622): Франсуа-Аннибаль д'Эстре (1573—1670), маркиз де Кёвр, маршал Франции
- Ипполит (19.09.1603—24.09.1665), граф де Сель, маркиз де Шабри. Жена (контракт 29.11.1629): Анн-Мари де Бовилье (ок. 1610—12.11.1698), дочь Онора де Бовилье, графа де Сент-Эньяна, и Жаклин де Лагранж-Монтиньи
- Анри (08.1604—11.05.1680), архиепископ Бордо
- Луи (5.02.1605—20.03.1681), граф де Шаро. Жена (28.02.1639): Мари Л'Эскалопье (ум. 1687), дочь Жана Л'Эскалопье

2-я жена (15.11.1608): Мари д'Алегр, дочь Кристофа д'Алегра, маркиза де Сен-Жюста, и Антуанетты дю Пра, вдова Жерома д'Арконы и Жана де Сабревуа, барона де Бетома